# 凱厄圖爾瀑布
凱厄圖爾瀑布（英語：Kaieteur Falls），或稱老人瀑布，是南美洲国家圭亞那境内的一座大型瀑布，位於埃塞奎博河在波塔羅-錫帕魯尼區的支流波塔羅河上游，其周邊的热带雨林地區為凱厄圖爾國家公園。凱厄圖爾瀑布從帕卡賴馬山脈上流下，随即跌入斷崖，瀑布宽91-113公尺，單一落差達226公尺，平均流量更達每秒660立方公尺，其单级落差为尼亚加拉瀑布的5倍及维多利亚瀑布的2倍，亦为世界上流量最大的單一落差瀑布。
凱厄圖爾瀑布在19世纪以前便为在地原住民所知曉，但直到1870年才首次被英國探險家與地質學家查爾斯·巴林頓·布朗率領的探險隊发现，1871年，布朗团队带着测量仪器再次来到这里，对该瀑布及其所在崖壁的地质状况进行了勘测。根據傳說，凱厄圖爾瀑布的名稱來自於當地一位名叫凯厄的部落酋長，為了拯救族人自願搭乘独木舟冲下瀑布而犧牲，当地原住民为了纪念他，便将该瀑布命名为“凱厄圖爾”，其中“图尔”便是瀑布之意，还有传说稱该瀑布的名称来自一位脾气暴躁的老人。1930年，英属圭亚那政府以该瀑布为中心建立了凯厄图尔国家公园，圭亚那脱离英国独立后，该瀑布成为圭亚那的主要自然观光景点之一:1273，也是圭亚那国家信托认定的国家自然遗产之一。由于位置偏僻，交通不便，周边地区几乎处于未开发状态，该瀑布所接待的游客不多。
凱厄圖爾瀑布也曾出现在圭亚那独立初期发行的10圭亚那元纸币正面。